# Arbeitsbündnis
Ein Arbeitsbündnis ist ein sozialer Vertrag über Zusammenarbeit. Der Begriff geht auf die Psychoanalyse zurück und wird auch in der Schulpädagogik verwendet.

## Psychoanalyse
Hier ist das Arbeitsbündnis kennzeichnend für die Zusammenarbeit von Therapeut und Klient in der Therapie. Es stellt ein Konzept dar, das in der Psychoanalyse und in der Gestalttherapie, der Re-Inszenierung traumatischer und konflikthafter Situationen und Wünsche des Analysanden als der realistische Teil der Beziehung gegenübersteht.

## Schule
Ein Arbeitsbündnis im Unterricht regelt die zwischen Lehrer und Schüler bestehenden Rechte und Pflichten, Leistungserwartungen und daraus folgenden Konsequenzen. In der Sozialarbeit wird durch ein solches Bündnis „das Festlegen oder Verabreden von Regeln und Zielen in der Zusammenarbeit zwischen Sozialarbeiter und Klient“ festgelegt. Es ist „in der Anfangsphase einer Problembearbeitung das Ziel eines Erstgesprächs“.